# Bokbinderi

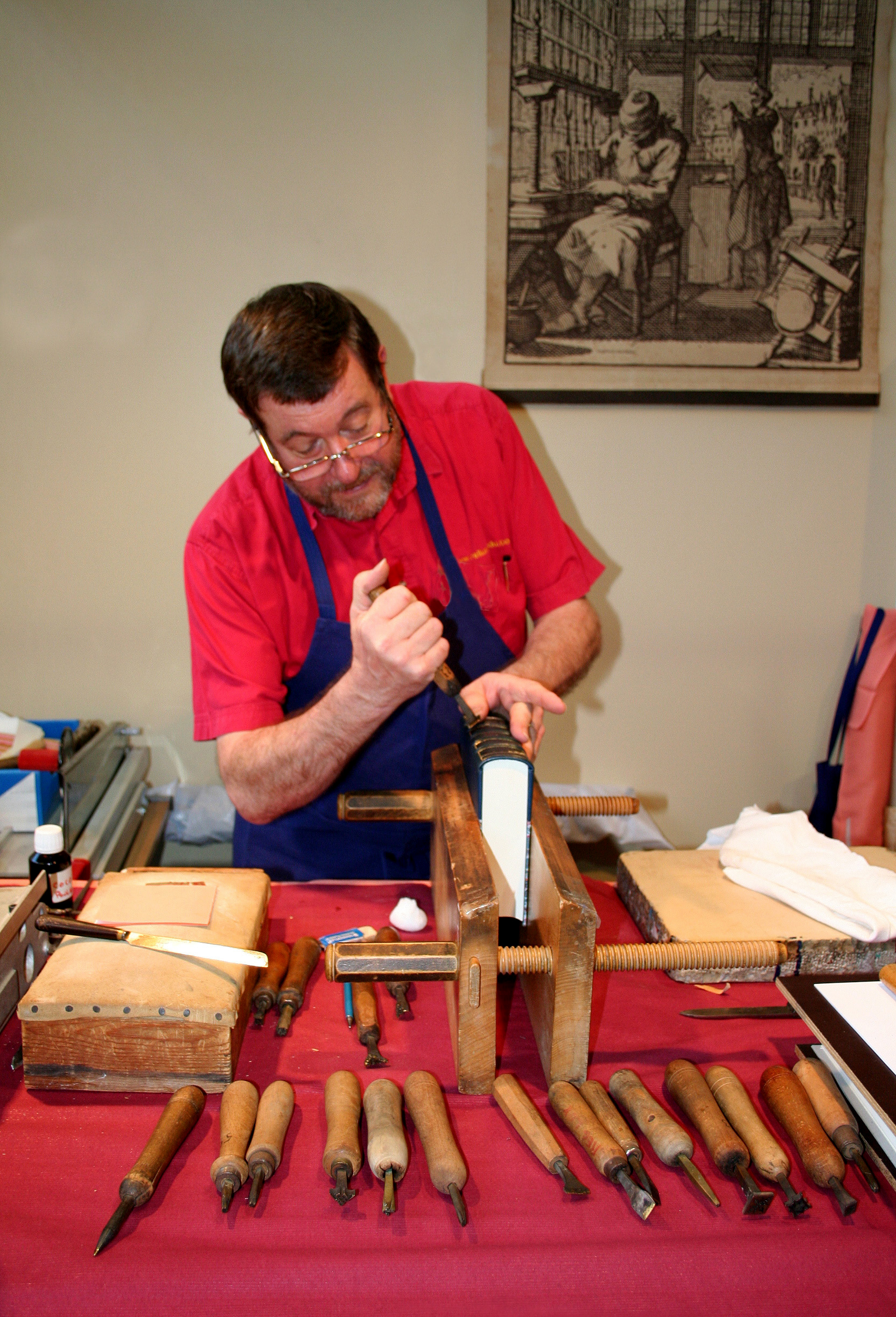
En bokbindare i arbete.

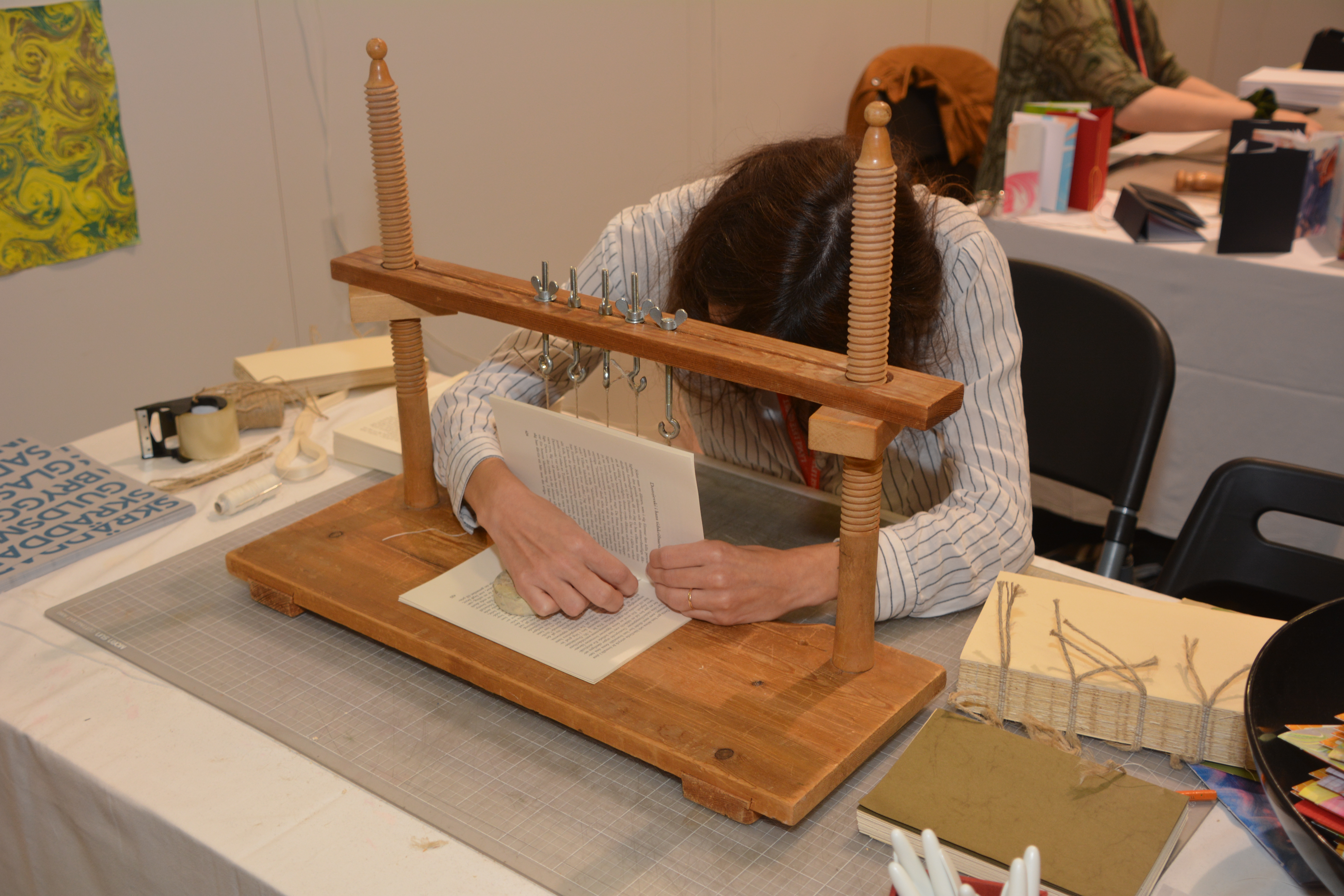
Lärling i bokbinderi på Bokmässan i Göteborg, 2023.

Bokbinderi är hantverket att sammanfoga, vanligen tryckta, ark till en bok.

## Historia
Bokbinderi var ända till mitten av 1800-talet ett hantverk, men i dag binds nästan alla böcker maskinellt. Den traditionelle bokbindaren utför själv alla arbetsmoment, inklusive konstnärliga överväganden, fram till det färdiga bokbandet. Vid industriellt bokbinderi har man mekaniserat de olika arbetsmomenten, vilket är en förutsättning för framställning av stora upplagor.

## Arbetsmoment
1. Falsning. Arken viks till häften i önskat sidformat. När arket falsas i ett veck = 4 sidor, i två veck = 8 sidor, 3 veck = 16 sidor och 4 veck = 32 sidor. Förr användes arksignatur som hjälp för sorteringen.
2. Sortering och hopläggning. De falsade häftena sorteras och man kontrollerar att de ligger i nummerföljd (''kollationering'').  Efter inbindningen kommer de att bilda ett bokblock.
3. Försättspapper. Ett dubbelvikt blad som bekläder insidan av pärmarna och bildar första respektive sista bladet i boken.
4. Häftning. De falsade arken sammanfogas i ryggsidan med tråd eller ståltråd. Vid handbokbindning läggs dessutom ytterligare trådar, s.k. bind från sida till sida, avsedda att hålla ihop främre och bakre pärmarna. Därefter klistras ryggsidan.
5. Skärning. Tre sidor (utom ryggen) skärs vertikalt så att varje sida frigörs från falsningen.
6. Inhängning. Bokblocket och pärmen förenas. Binden fransas upp i ändarna och klistras som solfjädrar på pärmarnas insidor.
7. Överklädning. Pärmarnas och ryggens utsida kläs med skinn, tyg eller överdragspapper. Försättsbladens yttre halva (första och sista bladet i blocket) klistras mot pärmens insida (''spegel'') och täcker då bindens fransar och de omvikta kanterna av överklädningen. Den fria halvan av försättsbladet kallas ''flygande blad''.
8. Ornering. Påtryck av text och  ornament på ryggen och eventuellt även pärmarna. Förgyllning läggs på som bladguld efter bestrykning med äggvita och något fett ämne och texten/ornamentet trycks med uppvärmda metallstämplar.

Vid mer maskinell produktion tillverkas rygg och pärmar separat och inlagan klistras sedan på det färdiga omslagets insida. Denna konstruktion är mindre hållbar eftersom den saknar den handbundna bokens "bind" (se ovan) och hålls ihop bara av limningen av första och sista sidan på pärmarnas insidor samt en remsa gasväv som klistrats på bokblockets rygg och mot pärmarnas insida under försättsbladet.

## Tyger för överklädning
För klädning av pärmar finns ett stort antal tyger som är specialanpassade för bokbinderi. När tyg ska limmas mot pärmens papp får inte lim tränga igenom till utsidan. Limgenomträngning kan förebyggas på endera av två sätt:
- Tyget impregneras med något som fyller maskhålen i tyget. Det kan göras med stärkelse på samma sätt som stärkning av klädespersedlar eller med vissa  suspensioner baserade på akryl[förtydliga], t.ex. polysiloxane.
- Tygets limsida folieras fabriksmässigt med papper vid tillverkningen under noggrann kontroll. Papperet bildar då spärr mot limgenomträngning samtidigt som det underlättar fästningen mot pappen. För finare böcker används för pappersfolieringen arkiveringssäkert lim.

### Specialtyger för bokbinderi
- Airplane Cloth (Flygplanduk)
- Arrestox B
- Assuan Cloth
- Brillianta
- Buckram, identiskt med Klot
- Canapetta
- Cialinen
- Cialux
- Crown Linen
- Kennett
- Kenlam
- Konstläder
- Linen Set
- Luminaire
- Optima E
- Pearl Linen
- Roxite C
- Sail cloth (Segelduk)
- Setalux

## Signering
Bokbindaren kan avsluta arbetet genom att sätta en bokbindaretikett i boken.

## Bandtyper
Begreppet "band" refererar till en boks konstruktion. Man skiljer på olika typer bland annat efter typen av klädsel av pärmar och rygg.
- (Helt) skinnband eller helfranskt band. Inbundet (trådbundet) och helt klätt i skinn.
- Halvfranskt band eller halvskinnband. Inbundet (trådbundet) med rygg och pärmhörn klädda i skinn.
- Lädersnittsband. Läderklädd bok med skurna dekorationer och text på utsidan; det tyska ordet Lederschnitt översätts på svenska med läderplastik.
- Blindstämpelsband. Läderklädd bok med instämplade dekorationer eller text.
- Pergamentband. Inbundet (trådbundet) och helt klätt i pergament (av get-, får- eller kalvskinn).
- Halvpergamentband. Inbundet (trådbundet) med rygg och pärmhörn klädda i pergament (av get- får eller kalvskinn).
- (Hel)klotband. Inbundet (trådbundet) och helt klätt i mycket tättvävt bomullstyg av olika typ (klot).
- Halvklotband. Inbundet (trådbundet) med rygg och pärmhörn klädda i klot.
- Linneband. Klädning med textilmaterial av linne.
- Kartonnageband eller pappband. Avser i nyare tid oftast en limbunden bok med pärmar av tjock papp, klädd med tryckt papper. I äldre tid åsyftades en inbunden (trådbunden) bok med överdrag av papper.
- Pocket eller pappersband. Limbundet, med pärmar och rygg av tunn kartong med tryck. I äldre tid avsågs med pappersband en trådbunden bok, oftast med enklare häftning. Pappersomslaget kunde vara i kartong eller ännu tunnare papper och med eller utan tryck. Dessa böcker kallas numera oftast för häftade (se nedan).
- Blockband. Maskintillverkat, modernt band för massproduktion. Alla fyra sidorna skärs och bokblockets rygg limmas med ett snabbtorkande, mjölkliknande speciallim (''lumbecklim'') och förstärks med en remsa gasväv (till exempel telefonkatalogen).
- Häftad. Ett tryckt ark av kartong falsas runt bokblocket och limmas mot ryggsidan så att arket utgör både pärmar och rygg.
- Partiband. Maskintillverkat omslag (rygg och pärmar som en enhet fästs mot bokblocket).
- Danskt band. Mjuka pärmar med invikta flikar.
- Välskt band. Rygg och hörn är överklädda med skinn och pärmsidorna med papper.

Efter vem som har beställt bandet talar man även om privatband och förlagsband. Dessa termer har även något oegentligt kommit att betyda "handbunden bok" respektive "partibunden bok" 
I mycket tidiga böcker (700-talet och framåt) gjordes pärmarna av tunna träskivor, ofta överklädda med läder eller pergament. Från 1400-talets slut börjar man i Italien, efter orientaliskt inflytande, använda kartong i stället för trä i pärmarna. På 1800-talet uppfanns metoden att klä rygg och pärmars utsida med slitstarkt tyg, så kallat klotband (av engelskans cloth = tyg). Tyget, oftast bomull blandat med stärkelse för stadga, valsades i en kalander. Valsningen gav klotbandet en motståndskraftig yta.

## Snitt
Snitt är benämningen på bokblockets skurna kanter dvs övre snitt, främre snitt (framsnitt) samt fotsnitt.  Alla snitt, eller enbart det övre, kan vara:
- sprängda: försedda med färgstänk
- marmorerade, se marmorering
- förgyllda, se guldsnitt
- färgade

En målning på främre snittet av en boks inlaga kallas för framsnittsmålning.

## Prägling
Prägling är termen för dekorationer på ryggens och pärmarnas utsidor. De tidigaste dekorationerna gjordes som snitt med en skarp kniv i omslagslädret. Tekniken användes allmänt till slutet av 1400-talet. Senare används blindpressning (blindtryck) där mönster pressas in i lädret med stämplar - en teknik som används allmänt till 1600-talet. Guldpressning inspirerades från Orienten och började användas på 1400-talet i Italien men först på 1600-talet i den germanska världen. 
Den vanligaste formen av prägling idag är "varmprägling" som används på i stort sett alla material. Metoden innebär att man medelst en värmeaktiverad folie och en uppvärmd kliché kan prägla alla sorter av logotyper och med blanka material som silver, guld, koppar, med mera, samt även "hologram", till exempel "spectra", vilka är omöjliga att åstadkomma med nuvarande andra tryckmetoder. En annan form är blindprägling, då man använder två klichéer, en underliggande och en överliggande, med spegelvända profiler för att åstadkomma ett reliefliknande resultat. 
En något äldre metod för prägling var lösa "blytyper" som monterades i en så kallad "stilkast" där bokstäverna en och en kläms fast i en rad utgörande titeln på boken och stilkasten värms upp och pressas mot bokryggen med folien emellan. Denna metod är svår att använda då kravet på precision är mycket stort då bokryggen är välvd. Minsta misstag resulterar i en suddig prägling och med bokens kasserande som resultat. Det går även att trycka titel på pärmen före inhängning och då behöver man bara kassera pärmen vid misstag i tryckningen.

## Format
Formatet på en bok beror av hur många gånger det tryckta arket vikts. De traditionella formatbeteckningarna kan därför bara tillämpas på böcker tryckta under perioden när pappret tillverkades för hand, alltså fram till 1800-talets första hälft. Senare har de ursprungliga formatbeteckningarna börjat användas som ungefärliga storleksangivelser enligt nedan:  
- duodes, under 15 cm höjd
- oktavformat, 16–25 cm höjd
- kvarto, 26–35 cm höjd
- folio, över 35 cm höjd